# Ameringkogel
El Ameringkogel es una montaña de los Prealpes de Estiria, con una altura de 2.184 m s. n. m. Es la cima más elevada de los Prealpes de Estiria.

## Características
Se encuentra en Austria, en el distrito de Judenburg (Estiria), a cerca de 60 km al este de la ciudad de Graz.
Es una montaña de formas suaves, cubierta de prados hasta la cima. La cumbre está formada por una arista alargada en dirección norte-sur; el punto más elevado está en el extremo sur, y está señalado con un montón de piedras, mientras que en el extremo norte se encuentra una cruz y un contenedor con el libro de la cima. Desde la cima se disfruta de una vista óptima sobre los Alpes orientales.
Presenta una prominencia de 1232 m respecto al collado de Ordbach (Orbdacher Sattel), a una altitud de 955 m y que lo conecta con los Alpes de Seetal y su pico más alto, el Zirbitzkogel, de 2396 m de altitud.
Según la clasificación SOIUSA, Ameringkogel pertenece a:
- Gran parte: Alpes orientales
- Gran sector: Alpes centrales del este
- Sección: Prealpes de Estiria
- Subsección: Prealpes de Estiria del noroeste
- Supergrupo: Stubalpe isa
- grupo: Packalpe
- Código: II/A-20.I-A.2

## Ascensión a la cima
El itinerario de escenso es de tipo excursionista, y no presenta particulares dificultades. Se recorre fácilmente incluso en invierno con los esquíes. Se puede utilizar como punto de apoyo el refugio Salzstiegelhaus.